# Panty Raider: From Here to Immaturity
Panty Raider: From Here to Immaturity — компьютерная игра в жанре квеста и эротической игры, разработанная Hypnotix и изданная Simon & Schuster Interactive в 2000 году для Windows.

## Сюжет
История игры повествует о трёх инопланетянах, которым случайно прислали каталог нижнего белья с планеты Земля. После того, как каталог был «использован» инопланетянами, они отправляются на Землю в поисках новых фотографий моделей. Инопланетяне захватывают главного героя игры и дают ему инструменты, чтобы заставить моделей снять одежду и сфотографироваться. Если он не подчинится, инопланетяне уничтожат Землю.

## Восприятие
| Сводный рейтинг       | Сводный рейтинг |
| Агрегатор             | Оценка          |
| --------------------- | --------------- |
| GameRankings          | 18,00 %         |
| Иноязычные издания    |                 |
| Издание               | Оценка          |
| GameZone              | 4/10            |
| IGN                   | 1,5/10          |
| Русскоязычные издания |                 |
| Издание               | Оценка          |
| Absolute Games        | 30 %            |

### Рецензии
Игра получила отрицательные отзывы от критиков. Майкл Лафферти из GameZone пишет: «Эта программа не для тех, у кого есть мозг или кто живёт в социуме». Скотт Штайнберг из IGN описывает графику в игре как «чёткий, чистый, но раздражающий как комар, когда кусает за чувствительные части тела», он так же средне оценил и графическую составляющую Panty Raider. Про игровой процесс он пишет: «Немного хуже чем в Pac-Man». «Сано» из Absolute Games отмечает: «Играть в Panty Raider неимоверно скучно. <…> Хотя бы потому, что ничего забавного или смешного в этом <…> нет».

### Продажи
NPD Techworld, фирма, отслеживавшая продажи в Соединенных Штатах, сообщила о 28 692 проданных единицах Panty Raider к декабрю 2002 года.